# Noormarkku
Noormarkku este o fostă comună din Finlanda.